# Estatua ecuestre de Ambrose Burnside
El Mayor General Ambrose E. Burnside, también conocido como el Monumento a Ambrose Burnside, es una estatua ecuestre monumental en Providence, la capital del estado de Rhode Island (Estados Unidos). La estatua, ubicada en el Parque Burnside de la ciudad, fue diseñada por el escultor Launt Thompson y representa a Ambrose Burnside, un oficial del Ejército de la Unión durante la Guerra de Secesión que luego se desempeñó como gobernador de Rhode Island. Ambrose había muerto en 1881 y el proyecto de erigir una estatua en su honor comenzó poco después. Se dedicó el 4 de julio de 1887 en una gran ceremonia que incluyó a varios invitados de honor notables, como el general William Tecumseh Sherman, el coronel Robert Hale Ives Goddard y los gobernadores de Connecticut y Rhode Island. El monumento estaba ubicado originalmente en Exchange Place (ahora conocido como Plaza Kennedy), pero se trasladó a su ubicación actual a principios del siglo XX. Como parte de la mudanza, el pedestal fue reemplazado por uno diseñado por William R. Walker.

## Historia

### Fondo
Ambrose Burnside fue un oficial militar que sirvió en el ejército de los Estados Unidos a mediados del siglo XIX. Después de graduarse de la Academia Militar de los Estados Unidos en 1847, participó en la intervención estadounidense en México. Al estallar la Guerra de Secesión, dirigió el 1.er Regimiento de Infantería de Rhode Island del Ejército de la Unión y más tarde fue ascendido a comandante del Ejército del Potomac. En las últimas partes de la guerra, Burnside sería trasladado a posiciones de mando en otros departamentos, incluido el Departamento de Ohio y el IX Cuerpo. Después de la guerra, fue elegido para varios mandatos como gobernador de Rhode Island, y luego fue elegido para el Senado de los Estados Unidos. Murió el 13 de septiembre de 1881. Después de esto, fue velado en el Ayuntamiento de Providence.

### Creación
El día después de la muerte de Burnside, el coronel Isaac M. Potter sugirió erigir una estatua en su honor, y menos de una semana después de su funeral, un grupo de soldados se reunió en el Prescott Post Hall del Gran Ejército de la República en Providence a pedido de Potter.. El resultado de esta reunión fue la formación de un Comité General para supervisar el proyecto del monumento, con el general Horatio Rogers Jr. como presidente. Luego, este comité comenzó a recaudar fondos y, en enero de 1883, se había recaudado suficiente dinero para celebrar una reunión el 20 de enero en la que se nombró un Comité de Construcción para seleccionar un artista y la ubicación en Providence para el monumento, que sería un estatua ecuestre. En mayo de 1883, el Comité de Construcción encargó al escultor Launt Thompson de Nueva York que diseñara el monumento, que se crearía el 20 de mayo de 1886. A Thompson se le pagaría 30 000 dólares por el trabajo, con la mitad se recibiría al enviar un modelo de yeso a una fundición de bronce y la otra mitad se recibiría cuando la estatua se colocara en un pedestal, que iba a ser diseñado por Thompson y proporcionado por el comité. En ese momento, Thompson estaba trabajando en otra comisión, una estatua del almirante Samuel Francis Du Pont en Washington D. C.
Al diseñar la estatua, Thompson compraría varios caballos para usarlos como modelos y realizaría varios cambios hasta que se determinara el diseño final. El monumento a Burnside sería la última obra importante de Thompson, así como la única estatua ecuestre de su carrera. Según un conservacionista de la Comisión de Herencia y Preservación Histórica de Rhode Island, la estatua se encargó durante un tiempo al que se refirieron como la "Edad del Bronce", el período comprendido entre 1870 y 1920, cuando se erigieron muchas estatuas de bronce de la Guerra de Secesión a través del país. El trabajo en el proyecto de Burnside tomó más tiempo de lo esperado, y no fue hasta julio de 1885 que Thompson presentó un boceto de la estatua y fue aprobado por el comité, y tomaría hasta agosto de 1886 que se presentó un modelo de yeso para la fundición en la Henry-Bonnard Bronze Company en Nueva York.
Mientras tanto, el diseño del pedestal de Thompson fue aceptado por el comité, con algunas ligeras modificaciones del arquitecto consultor del comité William R. Walker, y creado por el arquitecto Henry O. Avery de Nueva York, con la ubicación para el monumento seleccionado para ser Exchange Place (más tarde rebautizado Plaza Kennedy). Específicamente, la estatua estaría en el extremo este de la plaza. George Gerhard de East Providence y Franklin L. Mason de Providence realizaron trabajos de contratación adicionales, mientras que el gobierno de la ciudad agregó una acera con bordillo para evitar la posibilidad de accidentes automovilísticos con el monumento. El mármol para el pedestal fue adquirido de la cantera de Frederick L. Mathewson en Burrillville y fue cortado y preparado por el ciudadano de Providence, Isaac M. Sweet. El costo total del monumento (sin incluir la instalación de la acera) fue de aproximadamente 40 000 dólares, con el gobierno de Rhode Island contribuyendo con 10 854,69 dólares de esta cantidad, la ciudad contribuyó con 5000 dólares adicionales, y el resto recaudado a través de donaciones privadas. Para abril de 1887, se determinó que el monumento estaría listo para ser inaugurado el 4 de julio (Día de la Independencia). En preparación para esto, la Asamblea General de Rhode Island asignó 4000 dólares para la ceremonia de inauguración, además de 1000 para transportar a los veteranos al evento y 2500 dólares para que el gobernador llamara a la milicia para el evento. Todo esto se sumó a los 2000 dólares reservados por el consejo de la ciudad para las festividades del Día de la Independencia. Se invitó a asistir a todos los veteranos que vivían en Rhode Island, y se proporcionó transporte y alimentos gratuitos. La estatua en sí fue fundida y enviada a Providence en junio de 1887.

### Dedicación

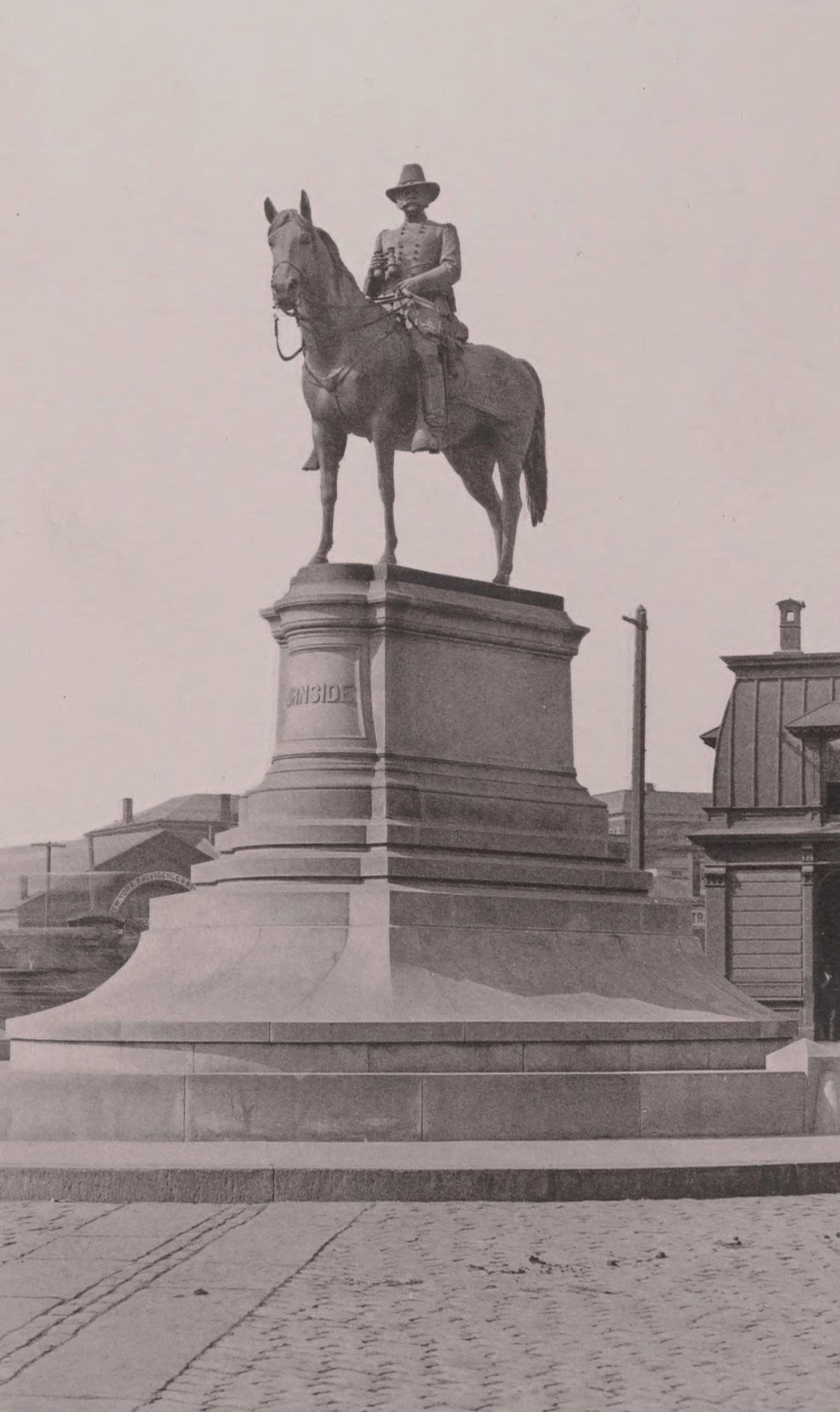
El monumento en 1891

La estatua se dedicó el 4 de julio de 1887 en una ceremonia que comenzó con una procesión a las 10:30 a. m. La procesión incluyó a la policía montada, los alguaciles del evento (de los cuales Potter era el alguacil en jefe), la Milicia de Rhode Island, y muchos veteranos, incluidos miembros del Gran Ejército de la República. En total, unas 5000 personas marcharon en la procesión, que duró más de una hora. Al final de la procesión había un carruaje con el gobernador de Rhode Island, John W. Davis, y otros invitados de honor, incluidos el general William Tecumseh Sherman y el gobernador de Connecticut, Phineas C. Lounsbury. Marching Through Georgia, una marcha de la Guerra de Secesión, se tocó durante el desfile ante los aplausos de los espectadores.
El desfile marchó a través de Providence y terminó en el monumento, donde la American Band tocó una obertura antes de que el gobernador Davis fuera presentado a la multitud por Henry Rodman Barker. Davis luego pronunció un breve discurso antes de que el reverendo Joseph J. Woolley pronunciara una invocación. El general Lewis Richmond luego pronunció un breve discurso antes de desvelar la estatua, que estuvo acompañado por la American Band tocando The Star-Spangled Banner mientras la multitud vitoreaba. Luego se presentó al general Rogers como orador de la ceremonia y se procedió a pronunciar un largo discurso en alabanza de Burnside, relatando algunas de sus experiencias en la Guerra de Secesión y dando testimonio de su carácter. Al final, el gobernador Davis presentó a Thompson a la multitud y le agradeció su trabajo en la estatua, y Thompson respondió en una frase a la multitud que estaba orgulloso de haber sido seleccionado para crear el monumento y que esperaba que fuera satisfactorio para la gente de Providence y Rhode Island. Después de esto, el coronel Robert Hale Ives Goddard habló en nombre del Comité de Monumentos y ofreció el monumento a la ciudad de Providence, y el alcalde de Providence, Gilbert F. Robbins, lo aceptó. La ceremonia terminó con el reverendo Christopher Hughes dando una bendición y la banda tocando el "American Hymn". Tras la clausura, se llevó a cabo una gran recepción para los invitados de honor y los veteranos. Además, otras festividades relacionadas con el Día de la Independencia ocurrieron en Providence durante el resto del día.

### Historia posterior
En diciembre de 1902, la Asamblea General de Rhode Island aprobó una ley para reubicar algunos monumentos en Providence, incluida la estatua de Burnside. Como parte del acto, la Asamblea General pagaría tanto la reubicación de la estatua como la creación de un nuevo pedestal. En 1906, la estatua se trasladó de Exchange Plaza a la esquina noreste del cercano City Hall Park, que más tarde se conocería como Burnside Park. La estatua se colocó en un nuevo pedestal diseñado por Walker. En 1993, la estatua fue inspeccionada como parte de Save Outdoor Sculpture! proyecto. En julio de 2015, la ciudad de Providence gastó 13 500 dólares en la contratación de Buccacio Sculpture Studios LLC de Natick para restaurar la estatua como parte de una renovación mayor del área de Plaza Kennedy.

## Diseño

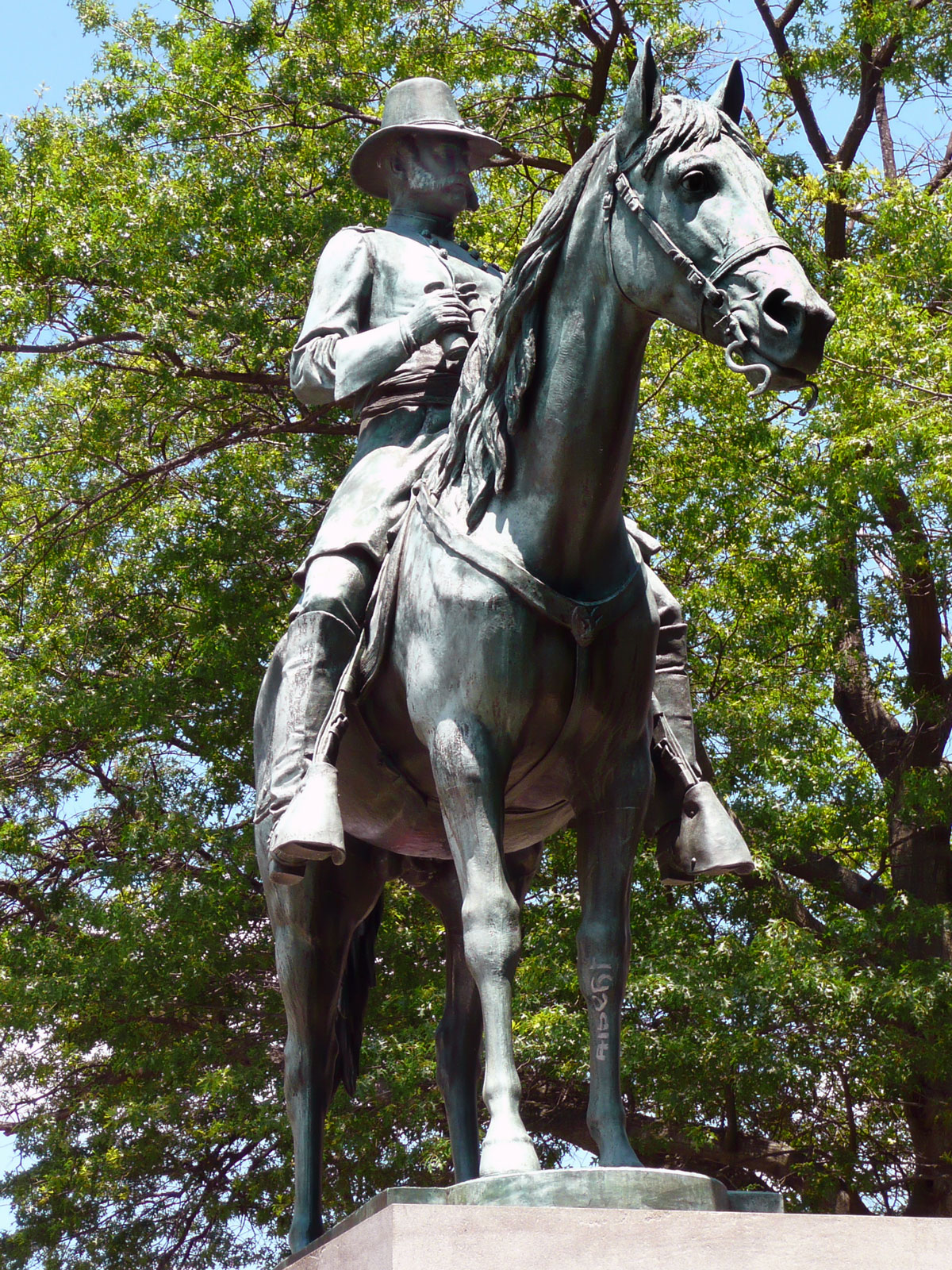
Primer plano de la estatua

El monumento consiste en una estatua ecuestre de bronce de Burnside sobre un pedestal de granito. La estatua representa a Burnside contemplando un campo de batalla, con binoculares en la mano derecha y las riendas del caballo en la izquierda. El caballo se representa con las cuatro patas plantadas en el suelo y también mirando directamente al frente. Burnside está vestido con su atuendo militar de la Guerra de Secesión. La estatua en sí mide aproximadamente 4,1 m alto, con el caballo midiendo aproximadamente 2,4 m desde el suelo hasta la cruz. La estatua total es aproximadamente 1,5 veces el tamaño natural, con Burnside representado como un aproximadamente 9 pies (2,7 m) hombre alto. El pedestal está dividido en dos partes, la parte superior mide 2,2 m de altura y la parte inferior mide 0,7 m El pedestal superior cubre un área rectangular de 2,3 m por 4,3 m, mientras que la parte inferior tiene medidas laterales de 2,4 m y 5,5 m En comparación, el pedestal original medía aproximadamente 4,6 m o 4,9 m de altura, lo que hace que la altura original total del monumento sea de unos 9,4 m Hoy en día, la altura total es de aproximadamente 6,1 m La base de la estatua lleva marcas tanto del escultor (Launt Thompson 1887 Sculptor) como de la fundición (The Henry-Bonnard Bronze Co. 1887), mientras que el frente del pedestal lleva la inscripción "BURNSIDE".

### Análisis
En una enciclopedia de arte de 1887, Samuel Greene Wheeler Benjamin afirmó que la estatua era "una obra de considerable mérito" y la compara favorablemente con otras estatuas ecuestres en los Estados Unidos, como la estatua de George Washington de Thomas Ball en Boston, John La estatua de Quincy Adams Ward de George Henry Thomas en Washington D. C., y las estatuas de Henry Kirke Brown de Winfield Scott y George Washington en Washington D. C. y Nueva York, respectivamente. Sin embargo, en la misma reseña, Benjamin afirmó que si bien todas esas estatuas eran "obras meritorias", "ninguna es de primer rango". Mientras tanto, un artículo de 1891 en The American Architect & Building News dio la siguiente reseña: "Considerando el carácter del trabajo anterior del escultor, esta, su única pieza de escultura ecuestre, es sorprendentemente buena. Es sobrio, digno, bien compuesto y, aunque el modelado es un lugar común y difícilmente merece ser examinado, todo el monumento merece un sitio mucho mejor que el que se le ha concedido, ya que está apartado en un extremo de un edificio de forma irregular cerca de la estación del ferrocarril, donde está rodeada de coches, carruajes y vagones; pero la miseria y el bullicio de su entorno no hacen más que realzar y hacer visibles las virtudes de una pose inactiva en una estatua pública". Un catálogo de 1965 del Museo Metropolitano de Arte afirma que muchas de las estatuas relacionadas con la Guerra de Secesión de Thompson, incluyendo la estatua de Burnside, fueron diseñados "en el estilo realista de mano dura, de hierro fundido, que prevaleció entre 1865 y 1895"